# Tirah

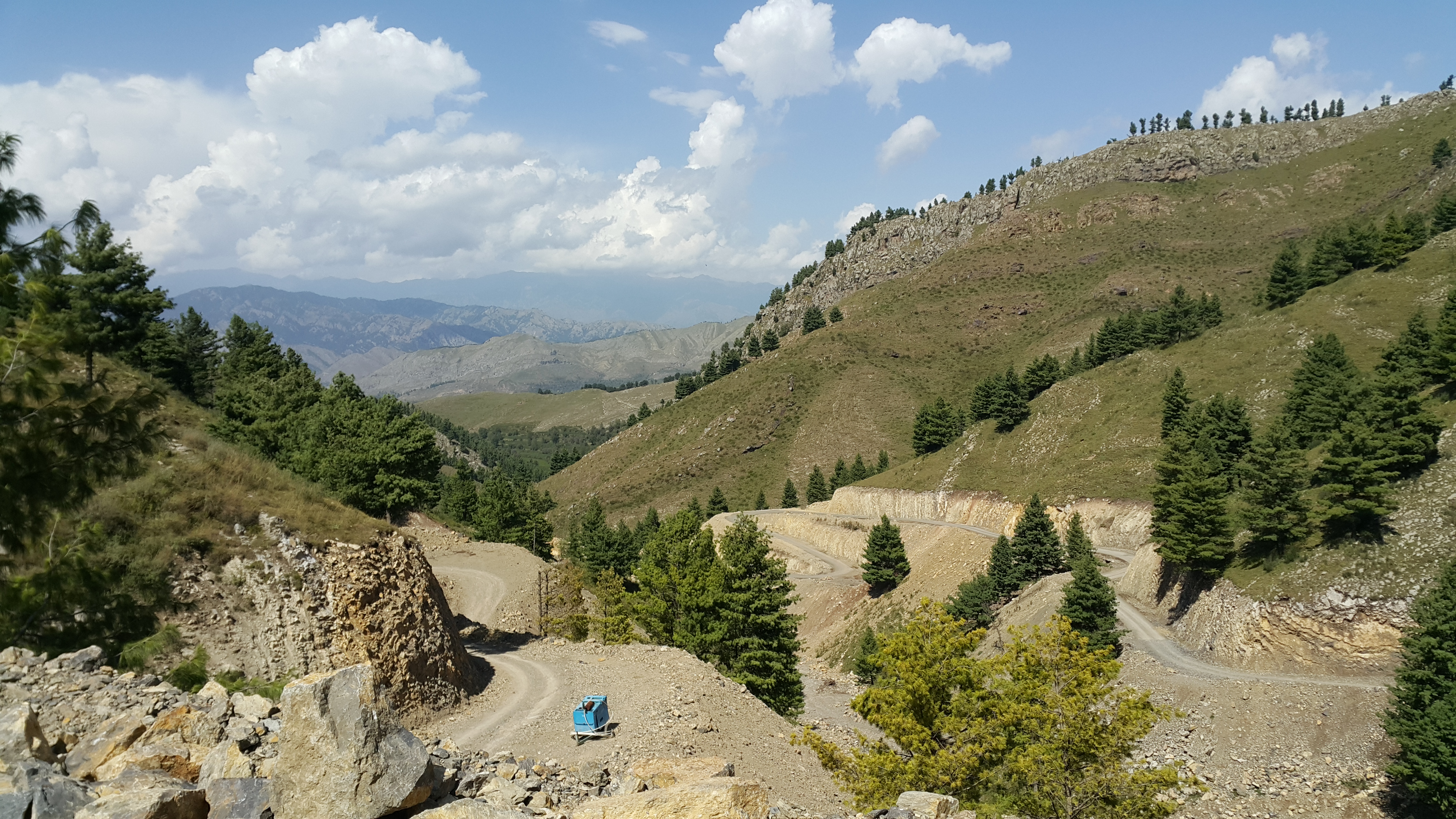
Imatge de la regió al Pakistan.

Tirah (paixtu: تیراہ) és una regió del Pakistan a les agències de Kurram i Khyber de les Àrees Tribals d'Administració Federal. S'estén entre el pas del Khyber i la vall del Khanki i està habitat pels afridis i orakzais (paixtus); a l'hivern aquestos grups només viuen a una part del territori anomenat Baix Tirah. Els rius principals són el Mastura, afluent del Bara, el Khanki Toi i el Khurmana que neixen entorn de la muntanya de Mittughar (3.866 metres) de la serralada de Safed Koh. Aquestes muntanyes es divideixen en diverses branques les principals de les quals són les Rajgal, Maidan i Waran on viuen ela afridis, i les Mastura, Khanki Toi i Khurmana Darra, on viuen els orakzai.
Els habitants originals foren els tirahis, probablement d'ètnia tadjik, que foren expulsats per Pir-i-Roshan (l'apòstol de la llum) i van fugir a Nangrahar. No molt de temps després, el 1619 o 1620, Mahabat Khan, governador de la suba de Kabul per compte de l'emperador Jahangir, va matar a traïció a 300 daulatzai orakzai, que s'havien convertit a la secta roshània; Ghairat Khan fou enviat amb un fort exèrcit a envair Tirah des de Kohat; els roshànies van oferir resistència al pas de Sampagha, manats per Ihdad, i al país dels daulatzai manats per Malik Tor; les forces mogols rajputs van portar l'atac contra els primers i les de Ghairat Khan personalment l'atac dels segons, però foren rebutjats amb grans pèrdues. Sis anys després, Muzaffar Khan, fill de Khwaja Abdul Hasan, que llavvors era subadar de Kabul, va atacar a Ihdad pel pas de Sugawand i per Gardez, i al cap de cinc o sis mesos Ihdad va morir en la lluita i el seu cap enviat a jahangir; els seus seguidors es van refugiar a Lowaghar dirigits per Abdul Kadir, fill d'Ihdad, i per la vídua Alai, però no van tardar a retornar a Tirah. A la mort de Jahangir el 1627 els paixtus es van rebel·lar de manera general; Muzaffar Khan fou atacat quan anava de Peshawar a Kabul, i les seves forces delmades per orakzais i afridis, mentre Abdul Kadir atacava Peshawar i la saquejava, atacant la ciutadella; no obstant algunes discòrdies entre els paixtus van obligar a Abdul Kadir a retirar-se a Tirah; quan després va retornar a Peshawar hi va morir el 1635 i els mogols van enviar una expedició contra els seus seguidors a Tirah; Yusuf, que manava als afridis i Asar Mir que manava als orakzais es van haver de sotmetre i van rebre terres a Panipat prop de Delhi. Al mateix temps el mogols van fer operacions a Kurram. Encara el 1658 el diwan imperial a Peshawar, Mir Yakut, va haver de ser enviat en expedició a Tirah per enfrontar una revolta afridi i orakzai.
A partir de la decadència mogol després del 1707, Tirah va esdevenir independent de facto, consolidant la posició després dels atacs de Nadir Shah a l'Índia el 1738; des de 1748 Tirah va reconèixer la sobirania de l'emir Ahmad Shah Durrani.
El 1897 els afridis i orakzais van iniciar una guerra religiosa contra els britànics: el orakzais van atacar Samana i els afridis Landi Kotal i les posicions del pas del Khyber. Els britànics van enviar una expedició de 34.500 homes manats per Sir William Lockhart, que van sortir de Shinawari a la vall del Miranzai cap a Chagur Kotal; els enemics dominaven les muntanyes Dargai que foren assaltades, i les tropes britàniques van avançar a través de les valls del Khanki i Mastvira cap als passos de Sampagha i Arhanga fins a Maidan i Bazar, des d'on tot el Tirah fou assolat; el desembre els britànics van retornar a Peshawar per la vall de Bara. Aquesta operació fou coneguda com la campanya de Tirah. El 1898 els afridis i orakzais van acceptar pagar una multa i deposar les armes i el país va quedar totalment pacificat.